# Нуньес, Хосиэль
Хосиэль Альберто Нуньес Ривера (исп. Josiel Alberto Núñez Rivera; род. 29 января 1993, Панама, Панама) — панамский футболист, полузащитник испанского любительского клуба «Интерсити» и сборной Панамы.

## Клубная карьера
Нуньес начал карьеру в клубе «Пласа Амадор». 9 сентября 2012 года в матче против «Чоррильо» он дебютировал в чемпионате Панамы. 17 августа 2013 в поединке против «Рио Абахо» Хосиэль забил свой первый гол за «Пласа Амадор». Летом 2016 года Нуньес на правах аренды перешёл в венесуэльский «Атлетико Венесуэла». 3 июля в матче против «Эстудиантес де Мерида» он дебютировал в венесуэльской Примере. По окончании аренды Хосиэль вернулся в «Пласа Амадор».
В 2017 году Нуньес перешёл в «Арабе Унидо».
6 декабря 2018 года Нуньес был взят в аренду клубом новообразованной Лиги один ЮСЛ, третьего дивизиона США, «Форвард Мэдисон» на один сезон. 6 апреля 2019 года он участвовал в дебютном матче клуба, соперником в котором был «Чаттануга Ред Вулвз». Нуньес стал автором первого гола в истории клуба, поразив ворота «Орландо Сити B» 19 апреля.

## Международная карьера
В 2013 году в составе молодёжной сборной Панамы Нуньес принял участие в молодёжном чемпионате КОНКАКАФ. На турнире он сыграл в матче против команд Сальвадора и Пуэрто-Рико.
7 августа 2014 года в товарищеском матче против сборной Перу Хосиэль дебютировал за сборную Панамы.
В 2015 году Нуньес в составе олимпийской сборной принял участие Панамериканских играх в Канаде. На турнире он сыграл в матчах против Перу, Канады, Мексики и Бразилии. В поединках против бразильцев и мексиканцев Хосиэль забил по голу.
16 января 2017 года в поединке Центральноамериканского кубка против сборной Никарагуа Нуьес забил свой первый гол за национальную команду.
В 2017 году Нуньес принял участие в Золотом кубке КОНКАКАФ. На турнире он сыграл в матчах против команд США и Никарагуа.

### Голы за сборную Панамы
| #   | Дата           | Место                             | Противник | Счёт | Результат | Соревнование                      |
| --- | -------------- | --------------------------------- | --------- | ---- | --------- | --------------------------------- |
| 01. | 15 января 2017 | Роммель Фернандес, Панама, Панама | Никарагуа | 2:0  | 2:1       | Центральноамериканский кубок 2017 |